# Сенница Саади
Сенница Саади (лат. Coenonympha saadi) — вид дневных бабочек из семейства Бархатниц.

## Этимология
Видовое название дано в честь шейха Саади - Муслихиддина Саади Ширази (1184—1291), выдающегося персидского поэта.

## Описание
Длина переднего крыла самцов 14—16, самки 17—18 мм. Верхняя сторона крыльев светлая, охристо-желтая, с узкой тёмной полоской по краю. Переднее крыло на верхней стороне имеет мелкие черные пятна у вершины и двумя крупными пятнами в ячейках М3-Сu1 и Сu1-Сu2. Заднее крыло имеет мелкое пятно в ячейке Сu2-2А. Переднее крыло на нижней стороне с такими же пятнами, как и на верхней стороне. Привершинное пятно с металлически блестящими чешуйками. От костального края крыла до жилки Сu2 по крылу проходит почти прямая тёмная линия, к которой примыкает белая узкая перевязь с размытым внешним краем. Заднее крыло на нижней стороне имеет ряд мелких глазчатых пятен, центрированных блестящими чешуйками на темном поле. От костального до анального края по крылу следует тёмная ломанная линия, граничащая снаружи с узкой белой перевязью, а изнутри — со светло-коричневым прикорневым полем. По внешнему краю нижней стороны обоих крыльев проходит тонкая металлически блестящая линия. Половой диморфизм выражен слабо — самки крупнее самцов, окраска крыльев в более светлых тонах.

## Распространение
Бабочки населяют аридные редколесья, полупустыни и пустынные районы на территории Закавказья (к югу от долины Куры), Армения, Иран, Ирак, юго-восток Турции.

## Биология
Развивается в одном поколении за год. Время лёта бабочек — с мая по июль. Самки откладывают яйца на злаковые вблизи от поверхности почвы. Кормовые растения гусениц — злаки рода Роа, например Poa annua. Гусеницы предпочитают питаться ночью. Окукливаются на стеблях травинок низко над землей.